# Pedagogické muzeum J. A. Komenského v Praze
Pedagogické muzeum J. A. Komenského je starší název specializované muzejní instituce, věnované pedagogice a dějinám českého školství. Od 1. 7. 2011 je součástí instituce nazvané Národní pedagogické muzeum a knihovna J. A. Komenského. Sídlí ve Valdštejnské ulici na Malé Straně v Praze, naproti hlavní budově Senátu ČR (Valdštejnskému paláci).

## Historie
Muzeum vzniklo v roce 1892 jako výraz snahy českých učitelů o uchování a dokumentování historických tradic českého školství a pedagogiky. Patří mezi nejstarší muzea v České republice. Od roku 1991 je státním rezortním muzeem Ministerstva školství, mládeže a tělovýchovy ČR. Je významným badatelským a dokumentačním centrem orientovaným na dějiny českého školství, pedagogiky, učitelstva a vzdělanosti v návaznosti na život, dílo a odkaz Jana Amose Komenského.
Od 1. 7. 2011 byla k muzeu opatřením Ministerstva školství, mládeže a tělovýchovy (čj. 19 018/2011-I/3) přiřazena Národní pedagogická knihovna J. A. Komenského a vznikla společná instituce nazvaná Národní pedagogické muzeum a knihovna J. A. Komenského.

## Sídlo
Od roku 1996 je sídlem muzea dům U Zlatého slunce (Valdštejnská 20) a dům U Zlatého šífu (Valdštejnská 18). Oba renesanční domy, postavené kolem roku 1540, byly několikrát přestavovány. Jsou zachyceny na Huberově plánu (1769) a v Langweilově modelu Prahy (1828–1837). K nejznámějším majitelům obou domů patřil Havel Oberšvender, opatrovatel stříbrného nádobí Rudolfa II., tzv. stříbrný komorník, který obě nemovitosti zakoupil v roce 1623.

## Sbírkový fond
- Knihovna specializovaná na vývoj českého školství v evropském kontextu (součástí jsou školní učebnice včetně slabikářů); rozsáhlá je též sbírka pedagogických periodik, které jsou uchovávány v dlouhodobých historických řadách
- Archiv písemností klasiků české pedagogiky; nejvýznamnějším oddílem je tzv. Slavín, jehož převážnou část tvoří doklady k osobnostem žijícím od první poloviny 19. století do současnosti
- Fotoarchiv dokumentující historii školství cca od roku 1860
- Sbírka vzácných školních pomůcek včetně školních obrazů (od konce 18. století do současnosti)
- Sbírka grafických listů (místopis, dějiny, portréty)
- Sbírka uměleckých tisků s obsáhlou historickou sbírkou Komenského map Moravy
- Archiv Přemysla Pittra a Olgy Fierzové (humanistů, kteří po válce zachraňovali opuštěné české, německé i židovské děti)

## Základní činnost
- sbírkotvorná činnost, péče o sbírky a jejich uložení (pramenné informace k dějinám českého školství 18.–21. století)
- vědecko-výzkumná činnost
- pořádání odborných přednášek, konferencí
- výstavní, metodická a publikační činnost
- vzdělávací projekty a dlouhodobé programy jako součást celoživotního a dalšího vzdělávání pro odbornou i laickou veřejnost z ČR i zahraničí
- spolupráce se zahraničními partnery a s médii

## Stálá expozice

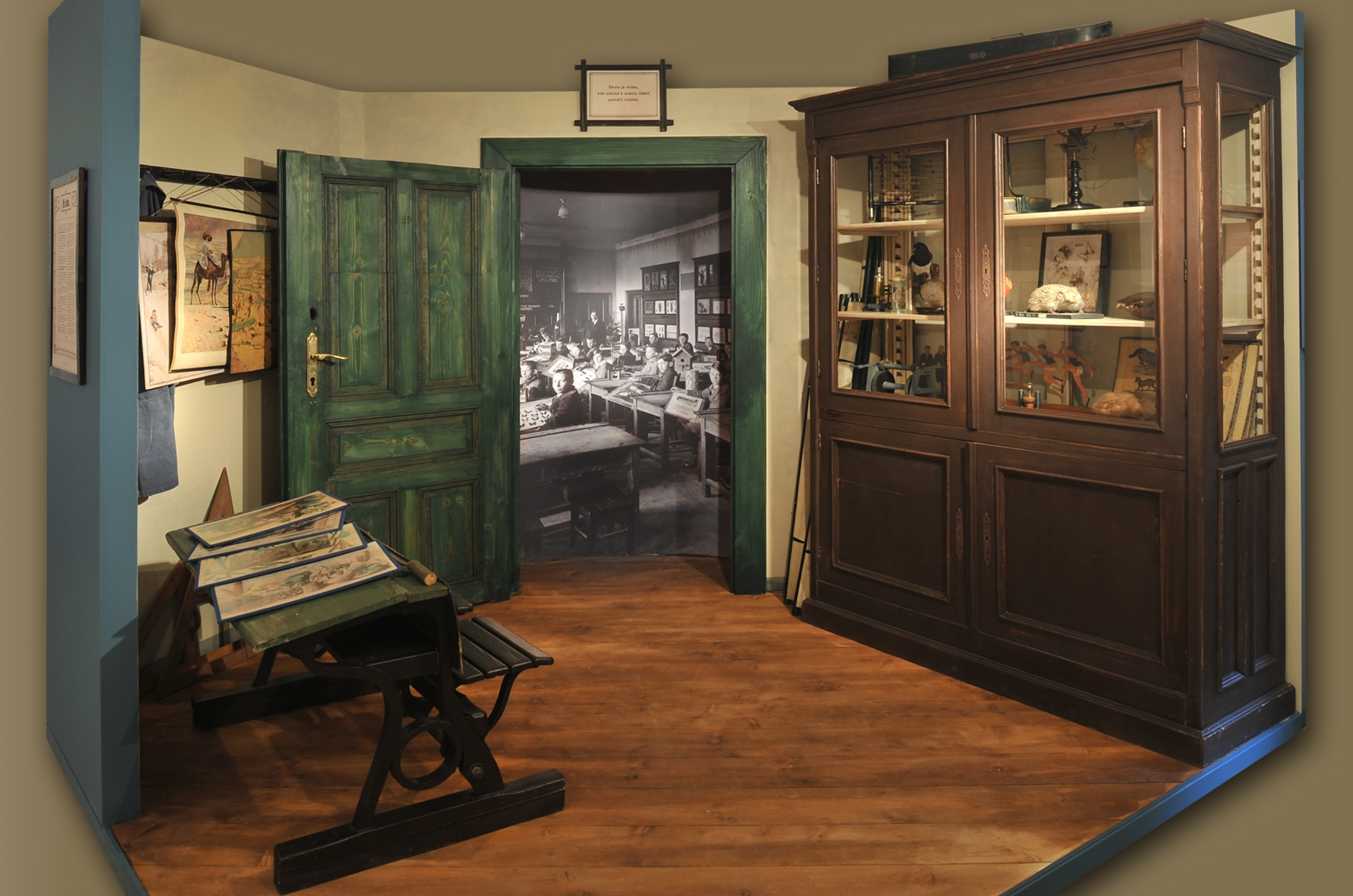
Školní kabinet kolem 1900

V roce 2009 byla otevřena nová expozice Odkaz J. A. Komenského. Tradice a výzvy české vzdělanosti Evropě pod záštitou České komise pro UNESCO.

### Rozdělení expozice
Celkem 12 volně navazujících oddílů:
1. Počátky křesťanské vzdělanosti (9.–14. století)
2. Pražská univerzita a její mezinárodní význam (2. pol. 14. století – poč. 15. století)
3. Zlatý věk humanismu (15.–16. století)
4. Zrod moderní pedagogiky (15.–17. století)
5. Světla a stíny baroka aneb Barokní most k modernímu vzdělávání (17. – 1. pol. 18. století)
6. Odkaz J. A. Komenského (1592–1670) světu – vzdělávání pro všechny
7. Cesta k všeobecné gramotnosti (18. století)
8. Vzdělávání novodobého národa (přelom 18. a 19. století)
9. Tradice české vzdělanosti v 19. století
10. Vzdělávání ve státě Tomáše Garrigue Masaryka (1918–1938)
11. Vzdělanost a totalita (1938–1989)
12. Demokracie a pluralita ve vzdělávání (současnost)

### Součásti expozice
- a. školní kabinet (přelom 19. a 20. století)
- b. interaktivní program: J. A. Komenský – život, dílo, odkaz
- c. promítání dokumentů

### Obsah expozice
Expozice je jediná výstava v České republice, která shrnuje dějiny školství, učitelstva a vzdělanosti od středověku až po současnost včetně nadčasového odkazu Jana Amose Komenského v chronologickém sledu. Cílem expozice je zachytit nejen tradici a vývoj vzdělanosti v českých zemích, ale i její roli a vliv v celkovém evropském kontextu. Téma výstavy je vysoce aktuální, a proto se také stala doprovodnou akcí předsednictví České republiky v Radě Evropské unie v první polovině roku 2009. Pomocí textů i doprovodného materiálu – fotografií, obrazů, map a hmotných exponátů – expozice zachycuje nejvýznamnější momenty, kterými přispěla česká kultura Evropě. Mezi sledované jevy patří jak události a směry, tak i vlivné osobnosti či skupiny myslitelů, jejichž věhlas mnohdy přesáhl hranice českých zemí. Expozice je obsahově rozdělena do dvanácti oddílů, které na sebe volně navazují – počátek křesťanské vzdělanosti, vznik pražské univerzity, zlatý věk humanismu, období baroka, 18.–20. století (kde si návštěvník vybere stěžejní události historie pedagogiky a vzdělanosti). Zvláštní důraz je položen na vzdělávání novodobého národa a vznik první Československé republiky. V závěru expozice věnuje pozornost období totalit (1938–1989) a konečně současnému vývoji v oblasti školství.
Velkou část výstavy tvoří trojrozměrné exponáty, mezi nejvzácnější patří staré tisky z knihovny muzea, např. osmijazyčný slovník z roku 1585 a některé Komenského spisy ze 17. století (mezi nimi například Orbis pictus, Janua linguarum reserata či Vestibulum). Zajímavá je rekonstrukce školního kabinetu z konce 19. a první poloviny 20. století s dobovými školními pomůckami a průhledem do staré třídy. Dalšími vystavenými exponáty jsou staré slabikáře, různé školní učebnice z 19. a 20. století nebo stará vysvědčení z 19. a 20. století či univerzitní index prvního československého prezidenta T. G. Masaryka. Pozoruhodná je ukázka vzácných školních obrazů, pomocí kterých se děti učily v 19. a 20. století, a také jedinečná reprezentativní sbírka medailí současných českých vysokých škol.